# نماز غفیله
نماز غفیله، از نمازهای مستحبی شیعیان است که بین نمازهای مغرب و عشا خوانده می‌شود. نماز غفیله دو رکعت است، که بعد از نماز مغرب خوانده می‌شود:
در رکعت اول نماز غفیله باید پس از حمد، به جای سوره، این دو آیه (آیهٔ ۸۷ و ۸۸ سورهٔ الأنبیاء) خوانده شود:
```
الف- «و ذَالنُّونِ إِذْ ذَهَبَ مُغَاضِباً فَظَنَّ أَنْ لَنْ نَقْدِرَ عَلَیْهِ فَنَادَی فِی‌الظُّلُمَاتِ أَنْ لَاإِلَهَ‌إِلاَّأَنْتَ سُبْحَانَک إِنِّی کنْتُ مِنَ الظَّالِمِینَ فَاسْتَجَبْنَا لَهُ وَ نَجَّیْنَاهُ مِنَ الْغَمِّ وَ کذَلِکَ نُنْجِی الْمُؤْمِنِینَ.»
```

و در رکعت دوّم پس از حمد به جای سوره این آیه (آیهٔ ۵۹ سورهٔ الأنعام) را بخواند:
```
ب- «وَ عِنْدَهُ مَفَاتِحُ الْغَیْبِ لَا یعْلَمُهَا إِلاَّ هُوَ وَ یعْلَمُ مَا فِی الْبَرِّ وَ الْبَحْرِ وَ مَا تَسْقُطُ مِنْ وَرَقَةٍ إِلاَّ یعْلَمُهَا وَ لَا حَبَّةٍ فِی ظُلُمَاتِ الْأَرْضِ وَ لاَ رَطْبٍ وَ لَا یَابِسٍ إِلاَّ فِی کتَابٍ مُبِینٍ.»
```

و در قنوت آن بگوید:
```
ج- «أَللَّهُمَّ إِنِّی أَسْئَلُک بِمَفَاتِحِ الْغَیْبِ الَّتِی لَا یعْلَمُهَا إِلاَّ أَنْتَ أَنْ تُصَلِّیَ عَلَی مُحَمَّدٍوَآلِهِ وَ أَنْ تَفْعَلَ بِی کذَا وَ کذَا»
و به جای عبارت «کذَا وَ کذَا» حاجات خود را به زبان آورد و بعد از آن بگوید:
د- «أَللَّهُمَّ أَنْتَ وَلِیُّ نِعْمَتِی وَ الْقَادِرُ عَلَی طَلَبَتِی تَعْلَمُ حَاجَتِی فَأَسْئَلُک بِحَقِّ مُحَمَّدٍوَآلِ‌مُحَمَّدٍ عَلَیْهِ وَ عَلَیْهِمُ السَّلَامِ لَمَّا قَضَیتَهَا لِی.»
```